# Nokia 1200
Il Nokia 1202 è un telefonino prodotto dall'azienda finlandese Nokia e presentato nel 2007.

## Caratteristiche
- Massa: 76,9 g
- Dimensioni: 102 x 44,1 x 17,5 mm
- Risoluzione display: 68 x 96 pixel in bianco e nero
- Durata batteria in chiamata: 7 ore
- Durata batteria in standby: 390 ore (16 giorni)